# Isotes plagiata
Isotes plagiata es una especie de insecto coleóptero de la familia Chrysomelidae.
Fue descrita científicamente en 1921 por Julius Weise.